# Lijst van albums van Agent 327
Dit is een lijst van albums uit de stripreeks Agent 327, getekend door Martin Lodewijk.

## Officiële reeksen
Dit zijn de albums die in de officiële reeksen zijn uitgekomen:
- de Oberon/Eppo-reeks (uitgegeven door Oberon vanaf 1977) en
- de nieuwe reeks (uitgegeven door Uitgeverij M tussen 2001 en 2004, door Uitgeverij L tussen 2005 en 2016 en door Don Lawrence Collection sinds 2016)

| nr.Oberon | nr.nieuw        | naam album                               | opgenomen dossier(s) | platen | 1e druk |
| --------- | --------------- | ---------------------------------------- | --- | ------ | ------- |
| 6         | 1               | Dossier Dozijn Min Eén                   | Dossiers A, B, C, D, E, F, G, H, I, J, L | 44     | 1980    |
| 8         | 2               | Dossier Dozijn Min Twee                  | Dossiers K-1, K-2, M, N, O, P, Q, R, S, T | 40     | 1981    |
| 4         | 3               | Dossier Stemkwadrater                    | Dossier Stemkwadrater | 44     | 1970    |
| 5         | 4               | Dossier Leeuwenkuil                      | Dossier Leeuwenkuil | 44     | 1973    |
| 1         | 5               | Dossier Heksenkring & Dossier Onderwater | Dossier Heksenkring, Dossier Onderwater | 44     | 1977    |
| 2         | 6               | Dossier Zondagskind                      | Dossier Zondagskind | 44     | 1978    |
| 3         | 7               | Dossier Zevenslaper                      | Dossier Zevenslaper (deel 1 en deel 2) | 46     | 1978    |
| 7         | 8               | Dossier Nachtwacht                       | Dossier Nachtwacht | 44     | 1980    |
| 9         | 9               | De gesel van Rotterdam                   | De gesel van Rotterdam | 44     | 1981    |
| 10        | 10              | Drie avonturen                           | Waar twee ruilen, Rookbom, De rest van de wereld min één | 45     | 1982    |
| 11        | 11              | De ogen van Wu Manchu                    | De ogen van Wu Manchu, De schorsing | 44     | 1983    |
| -         | 12              | De vergeten bom                          | De vergeten bom | 45     | 2001    |
| -         | 13              | Het pad van de schildpad                 | Het pad van de schildpad, De zwarte doos | 45     | 2001    |
| -         | 14              | Cacoïne en commando's                    | Cacoïne en commando's | 46     | 2001    |
| -         | 15              | De golem van Antwerpen                   | De golem van Antwerpen | 44     | 2002    |
| -         | 16              | De wet van alles                         | De wet van alles | 45     | 2002    |
| -         | 17              | Hotel New York                           | Hotel New York | 45     | 2002    |
| -         | 18              | Het oor van Gogh                         | Het oor van Gogh | 45     | 2003    |
| -         | 19              | De vlucht van vroeger                    | De vlucht van vroeger | 45     | 2005    |
| -         | 20              | De Daddy Vinci Code                      | De Daddy Vinci Code | 44     | 2015    |
| -         | Jubileumuitgave | Hulde Aan de Jubilaris                   | Dossier Snolly Pardon, De Schaduw van Wu Manchu, Tweelingzusters, Dossier Icarus, Dossier Nietsmachine, Dossier Salto Mortale, Hamburgler, Dossier Naschoolse Activiteiten, Dossier Uit Volle Borst, Dossier AA13 | 44     | 2017    |

In bovenstaande albums zijn de volgende dossiers opgenomen:
| jaar | dossier                         | platen | eerder verschenen in | opgenomen in album                       | 1e druk | nr.Oberon | nr.nieuw | Vermomming van IJzerbroot                                                      |
| ---- | ------------------------------- | ------ | --- | ---------------------------------------- | ------- | --------- | -------- | ------------------------------------------------------------------------------ |
| 1966 | Dossier A                       | 4      | Pep, 1966, nr. 21 | Dossier Dozijn Min Eén                   | 1980    | 6         | 1        | Boerin in traditionele klederdracht                                            |
| 1966 | Dossier B                       | 4      | Pep, 1966, nr. 28 | Dossier Dozijn Min Eén                   | 1980    | 6         | 1        | Parachutist                                                                    |
| 1966 | Dossier C                       | 4      | Pep, 1966, nr. 32 | Dossier Dozijn Min Eén                   | 1980    | 6         | 1        | In een piano                                                                   |
| 1966 | Dossier D                       | 4      | Pep, 1966, nr. 39 | Dossier Dozijn Min Eén                   | 1980    | 6         | 1        | Politieagent                                                                   |
| 1966 | Dossier E                       | 4      | Pep, 1966, nr. 46 | Dossier Dozijn Min Eén                   | 1980    | 6         | 1        | Geen (via het riool)                                                           |
| 1966 | Dossier F                       | 4      | Pep, 1966, nr. 50 | Dossier Dozijn Min Eén                   | 1980    | 6         | 1        | Als Sinterklaas                                                                |
| 1966 | Dossier G                       | 4      | Pep, 1966, nr. 53 | Dossier Dozijn Min Eén                   | 1980    | 6         | 1        | In een enorme sneeuwbal                                                        |
| 1967 | Dossier H                       | 4      | Pep, 1967, nr. 7 | Dossier Dozijn Min Eén                   | 1980    | 6         | 1        | Als Willemse                                                                   |
| 1967 | Dossier I                       | 4      | Pep, 1967, nr. 12 | Dossier Dozijn Min Eén                   | 1980    | 6         | 1        | In een betonmolen                                                              |
| 1967 | Dossier J                       | 4      | Pep, 1967, nr. 19 | Dossier Dozijn Min Eén                   | 1980    | 6         | 1        | Als Botman                                                                     |
| 1967 | Dossier K-1                     | 4      | Pep, 1967, nr. 27 | Dossier Dozijn Min Twee                  | 1981    | 8         | 2        | Als hond                                                                       |
| 1967 | Dossier K-2                     | 4      | Pep, 1967, nr. 28 | Dossier Dozijn Min Twee                  | 1981    | 8         | 2        | Geen vermomming                                                                |
| 1967 | Dossier L                       | 4      | Pep, 1967, nr. 34 | Dossier Dozijn Min Eén                   | 1980    | 6         | 1        | Als straatmuzikant                                                             |
| 1967 | Dossier M                       | 4      | Pep, 1967, nr. 43 | Dossier Dozijn Min Twee                  | 1981    | 8         | 2        | Als hippie                                                                     |
| 1967 | Dossier N                       | 4      | Pep, 1967, nr. 52 | Dossier Dozijn Min Twee                  | 1981    | 8         | 2        | Als dronkaard                                                                  |
| 1968 | Dossier Stemkwadrater           | 44     | Pep, 1968, nr. 23-43 | Dossier Stemkwadrater                    | 1970    | 4         | 3        | Als tapijtenverkoper (op vakantie)                                             |
| 1968 | Dossier O                       | 4      | Pep, 1968, nr. 48 | Dossier Dozijn Min Twee                  | 1981    | 8         | 2        | Als witte tornado                                                              |
| 1968 | Dossier P                       | 4      | Pep, 1968, nr. 49 | Dossier Dozijn Min Twee                  | 1981    | 8         | 2        | Als levende kanonskogel                                                        |
| 1968 | Dossier Q                       | 4      | Pep, 1968, nr. 50 | Dossier Dozijn Min Twee                  | 1981    | 8         | 2        | Als dwerg                                                                      |
| 1968 | Dossier R                       | 4      | Pep, 1968, nr. 52 | Dossier Dozijn Min Twee                  | 1981    | 8         | 2        | Als schoorsteenveger                                                           |
| 1969 | Dossier S                       | 4      | Pep, 1969, nr. 32 | Dossier Dozijn Min Twee                  | 1981    | 8         | 2        | Via de vuilniswagen                                                            |
| 1970 | Dossier Leeuwenkuil             | 44     | Pep, 1970, nr. 11-32 | Dossier Leeuwenkuil                      | 1973    | 5         | 4        | Geen vermomming, verstopt in de auto van Barend                                |
| 1972 | Dossier T                       | 4      | Pep, 1972, nr. 34 | Dossier Dozijn Min Twee                  | 1981    | 8         | 2        | Als baby in een kinderwagen                                                    |
| 1972 | Waar twee ruilen                | 15     | Pep, 1972, nr. 40 | Drie avonturen                           | 1982    | 10        | 10       | Als Hells Angel                                                                |
| 1975 | Dossier Heksenkring             | 22     | Eppo, 1975, nr. 1-11 | Dossier Heksenkring & Dossier Onderwater | 1977    | 1         | 5        | Geen vermomming                                                                |
| 1976 | Dossier Onderwater              | 22     | Eppo, 1976, nr. 20-30 | Dossier Heksenkring & Dossier Onderwater | 1977    | 1         | 5        | Geen vermomming                                                                |
| 1977 | Dossier Zondagskind             | 44     | Eppo, 1977, nr. 6-27 | Dossier Zondagskind                      | 1978    | 2         | 6        | Geen vermomming                                                                |
| 1977 | Dossier Zevenslaper (deel 1)    | 22     | Eppo, 1977, nr. 47-52; 1978, nr. 1-5                                                                                                 | Dossier Zevenslaper                      | 1978    | 3         | 7        | Geen vermomming                                                                |
| 1978 | Dossier Zevenslaper (deel 2)    | 24     | Eppo, 1978, nr. 8-19 | Dossier Zevenslaper                      | 1978    | 3         | 7        | Geen vermomming                                                                |
| 1979 | Dossier Nachtwacht              | 44     | Eppo, 1979, nr. 6-36 en 43-45 | Dossier Nachtwacht                       | 1980    | 7         | 8        | In een doodskist                                                               |
| 1980 | Rookbom                         | 10     | Eppo, 1980, nr. 7-10 | Drie avonturen                           | 1982    | 10        | 10       | Als brandweerman                                                               |
| 1981 | De gesel van Rotterdam          | 44     | Eppo, 1980, nr. 32-42; 1981, nr. 3-16                                                                                                | De gesel van Rotterdam                   | 1981    | 9         | 9        | Als ME'er, later als kraker                                                    |
| 1981 | De rest van de wereld min één   | 20     | Eppo, 1981, nr. 40-49 | Drie avonturen                           | 1982    | 10        | 10       | Geen vermomming                                                                |
| 1982 | De ogen van Wu Manchu           | 34     | Eppo, 1982, nr. 36-52 | De ogen van Wu Manchu                    | 1983    | 11        | 11       | In een postpakket                                                              |
| 1983 | De schorsing                    | 10     | Eppo, 1983, nr. 17-19 | De ogen van Wu Manchu                    | 1983    | 11        | 11       | Geen vermomming                                                                |
| 1986 | De zwarte doos                  | 15     | Eppo Wordt Vervolgd, 1986, nr. 38-43                                                                                                 | Het pad van de schildpad                 | 2001    | -         | 13       | Als Zwarte Piet                                                                |
| 2000 | De vergeten bom                 | 45     | AD, 2000, 23 mei - 9 sept | De vergeten bom                          | 2001    | -         | 12       | Geen vermomming                                                                |
| 2001 | Het pad van de schildpad        | 30     | AD, 2000/2001, 17 okt - 17 jan | Het pad van de schildpad                 | 2001    | -         | 13       | Als deelnemer aan de Gay Pride                                                 |
| 2001 | Cacoïne en commando's           | 46     | AD, 2001, 19 jan - 21 juni | Cacoïne en commando's                    | 2001    | -         | 14       | Als kokette dame                                                               |
| 2002 | De golem van Antwerpen          | 44     | AD, 2001/2002, 22 aug - 4 jan | De golem van Antwerpen                   | 2002    | -         | 15       | In het begin achter een grote bos bloemen, de rest van het verhaal als gorilla |
| 2002 | De wet van alles                | 45     | AD, 2002, 7 jan - 20 apr | De wet van alles                         | 2002    | -         | 16       | Bezorgd in een kist                                                            |
| 2002 | Hotel New York                  | 45     | AD, 2002, 23 apr - 13 aug | Hotel New York                           | 2002    | -         | 17       | Als clown                                                                      |
| 2003 | Het oor van Gogh                | 45     | AD, 2003, 3 juli - 18 okt | Het oor van Gogh                         | 2003    | -         | 18       | Als levend standbeeld (foutief)                                                |
| 2004 | De vlucht van vroeger           | 45     | AD, 2004, 1 apr - 4 aug | De vlucht van vroeger                    | 2005    | -         | 19       | Als kussenverkoper                                                             |
| 2015 | De Daddy Vinci Code             | 44     | Eppo, 2009, nr. 01-03, nr. 05-07, nr. 10, nr. 15-18, nr. 20-25; 2010, nr. 01-03, nr. 05-06; 2013, nr. 01-03, nr. 05; 2015, nr. 02-04 | De Daddy Vinci Code                      | 2015    | -         | 20       | In een burka                                                                   |
| 2017 | Dossier Snolly Pardon           | 4      | Eppo, 2017, nr. 2 | Hulde aan de Jubilaris                   | 2017    | -         | -        | Als paashaas                                                                   |
| 2017 | De Schaduw van Wu Manchu        | 4      | Eppo, 2017, nr. 4 | Hulde aan de Jubilaris                   | 2017    | -         | -        | Als terrorclown                                                                |
| 2017 | Tweelingzusters                 | 4      | Eppo, 2017, nr. 6 | Hulde aan de Jubilaris                   | 2017    | -         | -        | In een draaiorgel                                                              |
| 2017 | Dossier Icarus                  | 4      | Eppo, 2017, nr. 8 | Hulde aan de Jubilaris                   | 2017    | -         | -        | Als postpakket bezorgd door een drone                                          |
| 2017 | Dossier Nietsmachine            | 4      | Eppo, 2017, nr. 10 | Hulde aan de Jubilaris                   | 2017    | -         | -        | Als de chef                                                                    |
| 2017 | Dossier Salto Mortale           | 4      | Eppo, 2017, nr. 12 | Hulde aan de Jubilaris                   | 2017    | -         | -        | In een vuilnisbak                                                              |
| 2017 | Hamburgler                      | 4      | Eppo, 2017, nr. 13 | Hulde aan de Jubilaris                   | 2017    | -         | -        | Als marathonloper                                                              |
| 2017 | Dossier Naschoolse Activiteiten | 4      | Eppo, 2017, nr. 15 | Hulde aan de Jubilaris                   | 2017    | -         | -        | Geen vermomming                                                                |
| 2017 | Dossier Uit Volle Borst         | 4      | Eppo, 2017, nr. 17 | Hulde aan de Jubilaris                   | 2017    | -         | -        | Als autocoureur                                                                |
| 2017 | Dossier AA13                    | 4      | Eppo, 2017, nr. 19 | Hulde aan de Jubilaris                   | 2017    | -         | -        | Als bestuurder van een monowheel                                               |
| 2018 | Dossier Hackwerk                | 4      | Eppo, 2018, nr. 1 (11 jan) |                                          |         | -         | -        | Als Spiderman                                                                  |

## Open dossiers
- De Berlijnse driehoek – In juni 2003 waren de voorbereidingen voor dit dossier in volle gang. Het is het tweede deel in het dubbelverhaal met De vlucht van vroeger, en werd destijds aangekondigd als dossier 20.[11]
- Het Oranje complot – In het najaar van 2007 geeft Lodewijk in een interview aan dat De Daddy Vinci code op een zijspoor is gezet om Het Oranje complot voorrang te geven.[12] Dit album werd verwacht in de eerste helft van 2008.[13]
- De affaire BIPS – In hetzelfde interview zegt Lodewijk dat behalve De Berlijnse driehoek en De Daddy Vinci code ook het dossier De affaire BIPS "niet in de archieven van de Nederlandse Geheimste Dienst [zal] verstoffen".[12]

## Speciale albums/dossiers
- Dossier Minimium Bug is een speciale uitgave uit 1999 en staat vermeld in het Guinness Book of Records als 's werelds kleinste stripboek met 26x37 mm en 16 pagina's (13 platen).
- Hulde aan de Jubilaris is een jubileumalbum uit 2017 dat de vijftigste verjaardag van de strip viert. In het album staan tien verhalen, geschreven en getekend door verscheidene tekenaars als eerbetoon aan Martin Lodewijk. Het album werd gepresenteerd op het Stripfestival Breda in 2017.
- Hulde aan de jarige is een jubileumalbum uit 2018 naar aanleiding van de tachtigste verjaardag van tekenaar Lodewijk. Het album bevat elf verhalen, geschreven en getekend door verscheidene tekenaars.